# Lammers Glacier
Lammers Glacier är en glaciär i Antarktis. Den ligger i Västantarktis. Argentina, Chile och Storbritannien gör anspråk på området. Lammers Glacier ligger 889 meter över havet.
Terrängen runt Lammers Glacier är huvudsakligen lite bergig. Lammers Glacier ligger nere i en dal som går i öst-västlig riktning. Trakten är obefolkad. Det finns inga samhällen i närheten.